# Hassane Brahim
Hassane Brahim (sinh ngày 13 tháng 11 năm 1989) là một cầu thủ bóng đá người Tchad. Anh có 3 lần ra sân cho Đội tuyển bóng đá quốc gia Tchad.

## Sự nghiệp
Hassane vô địch Coupe de Ligue de N'Djaména cùng với Elect năm 2012 và 2014, và 2 lần thi đấu ở Cúp Liên đoàn bóng đá châu Phi: ở 2013 và 2015. Anh là đội trưởng của câu lạc bộ. Hiện tại anh thi đấu cho Mangasport ở Gabon, là cầu thủ ghi nhiều bàn nhất ở mùa giải 2014 tại Tchad, với 19 bàn, và là cầu thủ ghi nhiều bàn nhất của Gabonese D1 league mùa giải 2016/17, với 16 bàn thắng.

## Sự nghiệp quốc tế
Hassane ra mắt cho Tchad vào ngày 15 tháng 4 năm 2014 ở Doha, trong trận giao hữu trước Yemen.